# Il Veneto
Il Veneto è un periodico free-press mensile  pubblicato a Padova, diretto dal giornalista Matteo Venturini, e distribuito in tutto il Veneto.
È la pubblicazione più longeva della provincia di Padova e tra le più antiche della Regione Veneto ancora in attività.

## Storia
Venne fondato il 24 aprile 1888 da Gualtiero Belvederi e fu fino al 1945 un quotidiano liberale; inizialmente diretto da Eugenio Valli, da marzo 1907 fu preso in carico e diretto da Alfredo Melli.
Distribuito dapprima nella Provincia di Padova e poi in tutta la Regione Veneto, ricevette grandi elogi per aver raccontato uno spaccato di storia durante la Grande Guerra sui fronti di guerra della regione ed ebbe molto seguito anche durante il ventennio fascista, periodo nel quale fu l'unico quotidiano ad essere distribuito in tutta il territorio Veneto.
A causa di una lunga malattia del direttore ed editore Melli, gli successe Cesco Giulio Baghino fino al 1945, anno in cui fu decretata la chiusura del quotidiano.
Dopo quasi ottant'anni, e una approfondita ricerca, Il Veneto viene riaperto in edizione mensile dal giornalista e documentarista Matteo Venturini. Il periodico, distribuito gratuitamente in diverse zone delle province venete, tratta tematiche di attualità, cultura, tradizione, sport, storia e contiene delle pagine scritte interamente in lingua veneta.

## Direttori dal 1888
- Eugenio Valli, 1888-1907
- Alfredo Melli, 1907-1943
- Cesco Giulio Baghino, 1943-1945
- Matteo Venturini, 2024-in carica